# Logistiker
Logistiker är en yrkesroll som arbetar med att planera produktionen i ett företag, logistiken. 
Logistikern analyserar de olika stegen i produktionsprocessen och vad som krävs för att företaget ska nå sitt produktionsmål. De ser till att rätt mängd komponenter köps in, att det i varje steg finns personal och maskiner på plats och att tidsplaner hålls för att varorna ska levereras i tid. Arbetet förutsätter kontakter med människor på olika nivåer i företaget under hela processen. Till sin hjälp har de datorbaserade planeringssystem.